# Alfa del Peix Volador
Alfa del Peix Volador (α Volantis) és un estel en la constel·lació del Peix Volador. De magnitud aparent +4,00, és només el cinquè estel més brillant a la constel·lació, encara que té la denominació de Bayer «Alfa». S'hi troba a una distància de 124 anys llum del sistema solar.
Alfa del Peix Volador ha estat classificat de molt diverses formes als diferents catàlegs. Nominalment és un estel blanc de tipus espectral A2.5, ha estat classificat com subgegant, si bé la seva temperatura de 8.430 K, la seva lluminositat equivalent a 29 sols i el seu radi 2,5 vegades major que el radi solar, difícilment permeten la seva classificació com a tal —implicant que en el seu nucli ha cessat la fusió de l'hidrogen—, i és més apropiat classificar-lo com a estel de la seqüència principal. La seva edat, estimada mitjançant isocrones, és de 420 milions d'anys.
Amb un període de rotació de menys de 3,7 dies, Alfa del Peix Volador és un estel que rota lentament donades les seves característiques, la qual cosa fa que alguns elements pugin cap a la superfície per radiació i uns altres s'enfonsin a l'interior per gravetat. Això dona lloc a un espectre peculiar, entrant Alfa Volantis dins del grup dels estels Am. Per això ha estat classificada des d'Am fins kA3hA5mA5v.